# مؤيد البدري
مؤيد عبد المجيد البدري (21 تشرين الثاني/نوفمبر 1934 - 11 حزيران/يونيو 2022)، هو أحد رموز كرة القدم في العراق، مقدم برامج ومعلق رياضي عراقي، من مواليد بغداد، منطقة الأعظمية، محلة السفينة.

## حياته
تعلم مؤيد عبد المجيد القراءة والكتابة في الكتاتيب قبل دخولهِ المدرسة الابتدائية، وبعدها درس في ثانوية الأعظمية في بغداد، وتخرج منها عام 1953، ثم التحق بالمعهد العالي للتربية الرياضية في جامعة بغداد عام 1954، وتخرج منهُ عام 1957. وحصل على بعثة دراسية إلى الولايات المتحدة، وهناك نال درجة البكالوريوس ثم الماجستير في العلوم الرياضية. وهو أول معلق رياضي عراقي، وتقاعد من العمل الوظيفي في عام 1993. توفي في يوم السبت 11 يونيو 2022 في إحدى مستشفيات اسكتلندا بعد صراع مع المرض.

## نسبه
هو مؤيد عبد المجيد عبد اللطيف حسين ظاهر حمد علي حسن عرموش بدري (جد عشيرة البو بدري وهي إحدى عشائر مدينة سامراء المعروفة) بن حسين (الملقب بعرموش) بن علي بن سعيد بن بدري، وعائلة البدري عائلة يرجع نسبها إلى الإمام علي بن أبي طالب.

## المناصب التي شغلها[5]
- أمين صندوق الاتحاد العراقي لكرة القدم.
- مدير عام الرياضة المدرسية 1962 - 1984.
- مدير الألعاب الرياضية في وزارة الشباب 1962 - 1984.
- أستاذ في كلية التربية الرياضية جامعة بغداد.
- سكرتير الاتحاد العراقي لكرة القدم 1970 - 1977.
- رئيس الاتحاد العراقي لكرة القدم في 1977، 1980 و1988.

## المسيرة المهنية
كان لمؤيد البدري العديد من المشاركات والكتابات في الصحف والمجلات وكان أولها كتب سلسة اسمها (الغيث) عام 1957. كما عمل محرراً في مجلة السينما العراقية بقسم الأخبار الرياضية. وترأّسَ تحرير جريدة الملاعب.
كذلك عمل معلقًا رياضيًا منذ سنة 1963. ومقدماً لبرنامج الرياضة في أسبوع منذ سنة 1963 حتى سنة 1993.

## وصلات خارجية
- الرياضة في أسبوع على يوتيوب